# Mucajaí
Mucajaí is een gemeente in de Braziliaanse deelstaat Roraima. De gemeente telt 13.188 inwoners (schatting 2009).